# Синдром Ваарденбурга
Синдром Ваарденбурга — наследственное заболевание. Имеет следующие клинические признаки: телекант (латеральное смещение внутреннего угла глаза), гетерохромия радужки, седая прядь надо лбом и врождённая тугоухость различной степени.

## Эпидемиология
Синдром Ваарденбурга встречается с частотой от 1:42 000 до 1:50 000. Среди детей с врождённой глухотой составляет 3 %. I и II типы встречаются наиболее часто,  III и IV типы наблюдаются в единичных случаях.

## Этиология
Синдром Ваарденбурга является генетическим заболеванием, как правило, с аутосомно-доминантным типом наследования с неполной пенетрантностью и варьирующейся экспрессивностью. Ген локализован на хромосоме 2q37. Это значит, что одной копии изменённого гена достаточно, чтобы вызвать данную патологию. В большинстве случаев один из родителей также имеет это заболевание. В редких случаях заболевание обусловлено спонтанно возникшей мутацией.
При некоторых разновидностях синдрома Ваарденбурга отмечается аутосомно-рецессивный тип наследования.

## Классификация
Разновидности этого синдрома связаны с изменениями в различных генах:
| Тип                            | Отличительные признаки типов синдрома                 | OMIM   | Ген   | Локус         |
| Тип I, WS1                     | Частичный альбинизм волос и (или) кожи. С телекантом  | 193500 | PAX3  | 2q35          |
| Тип IIa, WS2A (originally WS2) | Частичный альбинизм волос, кожи. Без телеканта        | 193510 | MITF  | 3p14.1- p12.3 |
| Тип IIb, WS2B                  | Частичный альбинизм волос и (или) кожи. Без телеканта | 600193 | WS2B  | 1p21-p13.3    |
| Тип IIc, WS2C                  | Частичный альбинизм волос и (или) кожи. Без телеканта | 606662 | WS2C  | 8p23          |
| Тип IId, WS2D (редко)          | Частичный альбинизм волос и (или) кожи. Без телеканта | 608890 | SNAI2 | 8q11          |
| Тип IIe, WS2E                  |                                                       | 611584 | SOX10 | 22q13.1       |
| Тип III, WS3                   | Сочетается с аномалиями верхних конечностей           | 148820 | PAX3  | 2q35          |
| Тип IVa, WS4A                  | Сочетается с болезнью Гиршпрунга                      | 277580 | EDNRB | 13q22         |
| Тип IVb, WS4B                  | Сочетается с болезнью Гиршпрунга                      | 613265 | EDN3  | 20q13         |
| Тип IVc, WS4C                  | Сочетается с болезнью Гиршпрунга                      | 613266 | SOX10 | 22q13         |

## Клиническая картина
Телекант в сочетании с широкой и приподнятой спинкой носа и сросшимися бровями создаёт весьма своеобразный облик поражённых — «греческий профиль». Очень характерны сросшиеся брови. Радужки либо различно окрашены (один глаз голубой, другой — карий), либо имеется сектор иного цвета в одной из радужек. У больных очень редко можно выявить весь набор типичных признаков: каждый симптом имеет свою степень экспрессивности. С наибольшим постоянством проявляется телекант — у 99 % носителей гена, широкая спинка носа — 75 %, сросшиеся брови — у 45 %, гетерохромия радужки — у 25 %, седая прядь или ранняя седина — у 17 % наблюдавшихся носителей гена.
Кроме указанных признаков, у больных иногда есть участки гипер- и депигментации на коже, пигментные изменения глазного дна. Седая прядь бывает уже у новорожденного, но затем эти депигментированные волоски часто исчезают. Нос часто имеет не только приподнятую спинку, но и гипоплазию крыльев.
Патология конечностей включает такие аномалии, как гипоплазия кистей и мышц, ограничение подвижности локтевых, лучезапястных и межфаланговых суставов, слияние отдельных костей запястья и плюсны.
Снижение слуха при этом заболевании врождённое, воспринимающего типа, связанное с атрофией преддверно-улиткового органа (кортиев орган). Глухота вызвана нарушениями спирального (кортиева) органа с атрофическими изменениями в спиральном узле и слуховом нерве.

## Диагностика
Диагноз устанавливается на основании клинических данных: измерение расстояния между внутренними углами глаз, наружными углами глаз и межзрачкового расстояния; изучения семейного анамнеза, молекулярно-генетической диагностики, ультразвуковой диагностики глаза, МРТ, КТ.

## Лечение
Лечение синдрома симптоматическое. В лечении тугоухости применяют хирургический метод — установка кохлеарного имплантата.
В некоторых случаях показана косметическая хирургия телеканта.
Пациентам с пигментными аномалиями кожи следует избегать прямых солнечных лучей и пользоваться солнцезащитными средствами.
У пациентов с аномальной пигментацией радужки и другими аномалиями глаз возможно применение очков со специальными тонированными стеклами, контактных линз, а также другое терапевтическое и хирургическое лечение.